# Тепуї перуанський
Тепуї перуанський (Nannopsittaca dachilleae) — вид папугоподібних птахів родини папугових (Psittacidae). Мешкає на заході Амазонії.

## Опис
Довжина птаха становить 12-14 см, вага 37,5–49 г. Верхня частина тіла темно-зелена, нижня частина тіла світліша, жовтувато-зелена. Обличчя і лоб блакитнуваті, махові пера бурі. Райдужки сірувато-коричневі, дзьоб і лапи рожеві.

## Поширення і екологія
Перуанські тепуї мешкають на сході Перу, на заході Бразилії (Акрі) та на північному сході Болівії. Вони живуть у вологих рівнинних тропічних лісах на берегах річок і в бамбукових заростях, на висоті до 300 м над рівнем моря. Зустрічаються зграйками до 20 птахів. Живляться насінням бамбука Guadua, цекропії Cecropia і вернонії Vernonia, а також плодами епіфітних кактусів рипсалісів.